# Antonio Coloma Calvillo
Antonio Coloma Calvillo y Saa (Valladolid, circa 1555 – Palermo, augustus 1619), graaf van Elda, was een edelman in het Spaanse Rijk. 
Coloma was vicekoning in het Spaanse vicekoninkrijk Sardinië; hij was tijdens zijn vicekoningschap kapitein-generaal van de Spaanse galeien in Sardinië. Vervolgens was hij kapitein-generaal in drie andere Spaanse koninkrijken: Portugal, Sicilië en ten slotte Napels.

## Levensloop
Coloma was de tweede zoon van Juan Coloma Calvillo uit het koninkrijk Valencia en Isabel de Saa uit het koninkrijk Portugal. In 1557, twee jaar na zijn geboorte, verliet zijn familie het Hof in Valladolid, koninkrijk Castilië, om zich terug te trekken op het familiegoed in Valencia. Antonio Coloma en zijn broer Juan kregen een opvoeding als page in Madrid aan het Hof van koningin-gemalin Elisabeth van Valois. Van 1570 tot 1577 verbleef het gezin in Sardinië waar de vader onderkoning was. Nadien verleende koning Filips II aan zijn vader de titel van graaf van Elda in Valencia. 
Antonio Coloma bleef achter op Sardinië, aangezien Filips II hem aanstelde als gouverneur van Sassari (1578). Na twee jaar in Sassari werd Coloma gouverneur van Cagliari (1580) en dit voor een jaar (1581).
In 1581 keerde Coloma ijlings terug naar Valencia omdat zijn oudste broer Juan gestorven was. Coloma werd dat jaar nog uitgehuwelijkt met de verloofde van zijn broer Beatriz de Corella y Mondoza. Hun dochter Francisca Isabel stierf (1582) alsook de echtgenote Beatriz (1584). In 1586 stierf zijn vader, zodat Coloma het graafschap Elda erfde. Filips II beleende hem bovendien met het ambt van alcalde van het kasteel Castillo de Santa Bárbara (Alicante) in Valencia. Coloma hertrouwde, ditmaal met Juana Riquez de Mendoza, dochter van de graaf van Castrogeriz (1587) met wie hij drie kinderen had. Van 1588 tot 1594 was Coloma gouverneur van Estepa in Andalusië. 
Zijn carrière nam een vlucht toen Filips II hem benoemde tot onderkoning van Sardinië (1594), wat hij bleef tot 1597. Filips’ II opvolger, Filips III, stuurde Coloma terug naar Sardinië als onderkoning (1599), wat hij bleef tot 1604. Als vicekoning was Coloma belast met het ambt van kapitein-generaal van de galeien. Coloma was weinig in Sardinië. Hij liet enkele artiesten werken om verfraaiingen uit te voeren en zat het parlement voor in 1602, teneinde de universiteit van Cagliari op te richten.
Na zijn ambtsperiode in Sardinië werd Coloma kapitein-generaal van de galeien in Portugal (1604). Hij was er verantwoordelijk voor de deportatie van Morisco’s. Hij vocht met zijn schepen in Marokko in Larache (1610) en in La Mamora (1613), alsook in Cyprus.
Van 1613 tot 1619 was Coloma kapitein-generaal van Sicilië, met standplaats in de hoofdstad Palermo. 
In 1619 werd hij benoemd tot kapitein-generaal in het koninkrijk Napels, doch hij stierf voor hij kon afreizen naar Napels.